# Rivière Wabano
Pour les articles homonymes, voir Wabano.
La rivière Wabano est un affluent de la rivière Saint-Maurice, coulant du nord au sud dans les montagnes des Laurentides, en Haute-Mauricie, au Québec, au Canada. Ce cours d'eau traverse les cantons de Meilleur, de Bailliargé et de Lafitau, dans le territoire non organisé du Lac-Ashuapmushuan, dans la municipalité régionale de comté (MRC) Le Domaine-du-Roy, dans la région administrative du Saguenay-Lac-Saint-Jean et les cantons de Lafitau, de Routhier et de Levasseur, dans le territoire de La Tuque, en Mauricie.
La rivière Wabano draine un territoire situé à l'est du Réservoir Gouin. Un chemin forestier longe la rivière Wabano du côté ouest entre son confluent et la première branche de la (rivière Wabano Ouest).

## Géographie
La rivière Wabano prend sa source au lac La Bruère (longueur : 3,2 km dans le canton de Laflamme et 7,0 km dans le canton de La Bruère ; altitude : 496 m), dans le territoire non organisé de Lac-Ashuapmushuan. Ce lac formé en longueur par un élargissement de la rivière, s'alimente surtout du ruisseau Luret (venant du nord-est) et du lac Laflamme (venant de l'ouest).
D'une longueur estimée à 100 km jusqu'à son lac de tête, la rivière Wabano comporte deux branches - la principale et la rivière Wabano Ouest - et deux affluents - la rivière Doré et la rivière du Loup. La rivière s'alimente notamment par la décharge des lacs La Bruère (lac de tête officiel), Levasseur et Berlinguet (dans la branche ouest). Plusieurs lacs de superficie plus restreinte et des affluents de moindre débit alimentent le cours de la rivière.
La rivière Wabano est le premier tributaire de la rivière Saint-Maurice, juste en aval du barrage du Réservoir Gouin et de la centrale La Loutre. La branche principale de la rivière Wabano forme un fer à cheval, coulant d'abord en direction nord, puis bifurquant progressivement vers l'ouest pour terminer sa course en serpentant en direction sud jusqu'à la rivière Saint-Maurice. Elle coule entièrement en milieu forestier, en terrain sablonneux, et comporte de nombreux méandres sur ses 40 derniers kilomètres. Sa confluence est située à 55 km au nord du centre du village de Weymontachie et de Sanmaur.

## Toponymie
Les Attikameks désignaient cette rivière sous le toponyme Cousapsigan. À la fin du XIXe siècle, cette rivière était parfois désignée rivière de la Jonglerie ; cette désignation s'apparente au mot sorcier, soit l'équivalent français du mot wabano. En 1824, l'explorateur et trafiquant François Verreault a désigné ce cours d'eau rivière du Sorcier dans son témoignage à la Chambre d'assemblée du Bas-Canada.
Le toponyme rivière Wabano a été officialisé le 5 décembre 1968 à la Commission de toponymie du Québec.